# Bas-Languedoc
Bas-Languedoc vormt samen met Haut-Languedoc de streek Languedoc in het zuiden van Frankrijk.
De streek ligt ingeklemd tussen Haut-Languedoc en de Middellandse Zee en ligt verspreid over de departementen Hérault, Gard en Aude, allen in de regio Occitanië.
Grote steden zijn Narbonne. Montpellier en Carcassonne.